# Michael Jeffery
Michael Frank Jeffery, conosciuto anche come Mike Jeffery (Londra, 4 marzo 1933 – Nantes, 5 marzo 1973), è stato un imprenditore britannico. È noto soprattutto per essere stato il manager di Jimi Hendrix e degli Animals. Il suo ruolo nel successo iniziale del gruppo di Hendrix, The Jimi Hendrix Experience, fu determinante insieme a quello del socio in affari Chas Chandler (bassista degli Animals). Ex collaboratore del noto impresario pop britannico Don Arden, Jeffery era e rimane una delle figure più controverse nel mondo del music business. 

## Biografia

### Inizi
Mike Jeffery iniziò la sua carriera nel mondo dello spettacolo come proprietario di due locali a Newcastle upon Tyne nell'Inghilterra del nord; il Marimba coffee bar e il Downbeat jazz club. Eric Burdon dei futuri Animals era un abituale frequentatore del secondo locale, che con l'andar del tempo diventò un club di musica beat dove si esibivano gruppi locali come gli Alan Price Combo (originariamente The Pagans e in seguito i The Animals) e anche i The Kylastrons and The Invaders. 
Dopo che il club venne chiuso per problemi con l'assicurazione antincendio, entrambi i locali furono distrutti dal fuoco. Jeffery quindi aprì il Club A'Gogo in società con Ray Grehan, dirigente commerciale dell'Automaticket company. Il Club A'Gogo diventò in poco tempo il locale più famoso di Newcastle, soprattutto quando fu oggetto di una canzone di successo degli Animals che erano la band fissa del club (in seguito furono rimpiazzati dai The Junco Partners quando diventarono un gruppo di fama internazionale), dove nel corso degli anni sessanta, si esibirono artisti come Captain Beefheart, Cream, Fleetwood Mac, The Graham Bond Organisation, Howlin' Wolf, Jeff Beck, Jimi Hendrix, John Lee Hooker, John Mayall’s Bluesbreakers, Pink Floyd, The Rolling Stones, The Who e The Yardbirds. Inoltre l'atmosfera "cool" del locale attirava la clientela giovane di Newcastle come gli imberbi Sting e Bryan Ferry che qui ebbero i primi contatti con il mondo musicale.

### The Animals
Jeffery diventò il manager degli Animals ed ottenne subito un contratto per loro con la Columbia. Dopo il successo del loro secondo singolo The House of the Rising Sun, gli Animals si imbarcarono per un tour negli Stati Uniti. Nonostante il successo iniziale, successivamente Jeffery fu apertamente indicato dai membri del gruppo, come il fattore principale che portò allo scioglimento della band, affermando che affossò artisticamente il gruppo e si intascò la maggior parte dei loro guadagni.

### Jimi Hendrix
Quando Chas Chandler decise di intraprendere anch'esso la professione di manager discografico e mise sotto contratto Jimi Hendrix, sembra che sia stato informato dallo stesso Jeffery che, essendo ancora sotto contratto con lui, doveva continuare a pagargli una percentuale. Jeffreys diventò così co-manager della Jimi Hendrix Experience, prendendosi cura degli affari mentre Chandler produceva il gruppo in studio e curava maggiormente la parte "artistica".
Jeffery ha sempre ricevuto critiche unanimi da parte dei biografi di Hendrix. Molti di questi hanno affermato che egli si appropriasse indebitamente di gran parte dei guadagni del musicista per spostarli su conti bancari di società estere, altri raccontano che Jeffery avesse rapporti ambigui con i servizi segreti statunitensi dato che aveva lavorato in gioventù per il MI5 (British Secret Intelligence), i servizi segreti britannici, e addirittura che avesse legami con la Mafia.

#### Presunti collegamenti con la morte di Hendrix
Hendrix morì il 18 settembre 1970. Il suo corpo venne trovato nell'appartamento a Londra di Monika Dannemann, che era la ragazza di Hendrix all'epoca. Nel maggio 2009 i media britannici riportarono la notizia clamorosa che era stato Michael Jeffery ad assassinare Jimi Hendrix. James "Tappy" Wright, che era stato un roadie per Hendrix e per gli Animals durante gli anni sessanta, affermò di essersi incontrato con Jeffery nel 1971, un anno dopo la morte di Hendrix, e che Jeffery gli confessò personalmente di avere ucciso Hendrix riempiendolo di pillole e ubriacandolo con una bottiglia di vino così da farlo morire ed intascare l'assicurazione sulla vita.
All'epoca del decesso di Hendrix, il medico legale depositò un verdetto aperto, indicando come causa della morte "intossicazione da barbiturici e soffocamento dovuto all'inalazione del proprio vomito". Il Dr. John Bannister, il medico che cercò di rianimare Hendrix all'arrivo al pronto soccorso, in seguito ammise che poteva sussistere la possibilità che la morte di Hendrix fosse stata causata dall'ingerimento forzato di copiose quantità di vino rosso.

### Morte
Michael Jeffery rimase ucciso nel 1973 in un disastro aereo sopra i cieli di Nantes, in Francia, mentre era a bordo di un aereo DC-9 della Iberia Airlines.